# Elecciones a la Asamblea de Melilla de 2003
Las elecciones a la Asamblea de Melilla de 2003 se celebraron en la ciudad autónoma de Melilla el domingo 25 de mayo. Se eligieron los 25 concejales del pleno de la Asamblea de Melilla mediante un sistema proporcional (método d'Hont) con listas cerradas y una umbral electoral del 5%.

## Resultados
En las elecciones, el Partido Popular (PP) obtuvo una amplia mayoría (15 escaños), seguido del PSOE, con 7 escaños, y Coalición por Melilla (CpM), con 3.
Los resultados completos se detallan a continuación:
| Candidatura                                    | Candidatura                                                     | Votos  | %                               | Escaños                         |
| ---------------------------------------------- | --------------------------------------------------------------- | ------ | ------------------------------- | ------------------------------- |
|                                                | Partido Popular de Melilla-Unión del Pueblo Melillense (PP-UPM) | 15 440 | 55                              | 15                              |
|                                                | Coalición por Melilla (CpM)                                     | 7392   | 26,33                           | 7                               |
|                                                | Partido Socialista Obrero Español (PSOE)                        | 3365   | 11,99                           | 3                               |
|                                                | Partido Independiente de Melilla (PIM)                          | 739    | 2,63                            | 0                               |
|                                                | Centro Democrático y Social (CDS)                               | 417    | 1,49                            | 0                               |
|                                                | Los Verdes-Grupo Verde (LV-GV)                                  | 165    | 0,59                            | 0                               |
|                                                | Izquierda Republicana (IR)                                      | 139    | 0,5                             | 0                               |
| Partido Nacionalista del Rif de Melilla (PNRM) | Partido Nacionalista del Rif de Melilla (PNRM)                  | 101    | 0,36                            | 0                               |
| Votos en blanco                                | Votos en blanco                                                 | 315    | 1,12                            | n/a                             |
| Votos válidos                                  | Votos válidos                                                   | 28 073 | 99,45                           | 25                              |
| Votos nulos                                    | Votos nulos                                                     | 156    | Participación: \| \| 57,39 % \| | Participación: \| \| 57,39 % \| |
| Votantes                                       | Votantes                                                        | 28 229 | Participación: \| \| 57,39 % \| | Participación: \| \| 57,39 % \| |
| Electores                                      | Electores                                                       | 49 189 | Participación: \| \| 57,39 % \| | Participación: \| \| 57,39 % \| |
|                                                | 57,39 %                                                         |        |                                 |                                 |